# Петко Стоянов (министър)
Вижте пояснителната страница за други личности с името Петко Стоянов.
Петко Христов Стоянов е български финансист, юрист, академик и политик от Радикалдемократическата партия.

## Биография
Петко Стоянов е роден на 30 ноември 1879 г. в град Оряхово.
Завършва право в Санкт Петербург, а след това специализира финансови и стопански науки в Мюнхен. Дописен член на БАН е от 1919. Действителен член на БАН от 1933 – 1947. Секретар на Обществено-философския отдел на БАН и секретар на Академията (1940 – 1945). Един от основателите на Свободния университет за политически и стопански науки през 1920 (днес УНСС), и негов зам.-ректор (1923 – 1947), както и член на Академичния му съвет.
Професор по финансово право в Софийския университет, както и в Свободния университет. Избран е за член на Българската академия на науките.
През 1923 година е сред членовете на първото Изпълнително бюро на новосъздадения Демократически сговор.
Член-основател на Българското икономическо дружество (1902). Член и председател на Дружеството на икономистите-академици (1933). Член на Съюза на учените в България (1945). Член на Братиславското икономическо дружество (1935), на ръководството на Световния демографски съюз (1935). Главен редактор и издател на сп. „Стопанска мисъл“ (1929 – 1933). Член на редакционния комитет на сп. „Научен преглед“ (1928 – 1938). Член на Звено.
Петко Стоянов е министър на финансите в периода 1944 – 1945 г.